# Alfred Rottauscher von Malata
Alfred Rottauscher von Malata, ab 1919 Rottauscher-Malata (* 22. März 1888 in Wien; † 9. Januar 1926 in Neumarkt) war ein österreichischer Beamter und Schriftsteller. Er veröffentlichte auch unter dem Pseudonym Paul Rohrer.

## Leben

### Familie und Ausbildung
Alfred Rottauscher von Malata war der Sohn des Marineoffiziers Maximilian Rottauscher von Malata und über diesen ein Enkel des Militärhistorikers Karl Rottauscher von Malata, durch dessen Nobilitierung 1880 die Familie Rottauscher in den Adelsstand erhoben worden war. Friedrich Rottauscher von Malata war sein Onkel. Er war verheiratet mit der Sinologin, Autorin und Übersetzerin Anna von Rottauscher.
Alfred Rottauscher von Malata besuchte bis 1907 das Wiener Theresianum und bestritt anschließend ein Studium der Rechtswissenschaften an der Wiener Universität.

### Beamtenlaufbahn
Ab November 1914 diente er während des Ersten Weltkriegs im Kriegsministerium, 1916 erhielt er den Rang eines Oberstleutnants. Zu seinem Aufgabenbereich gehörte auch die Aufstellung und Organisation der Orientabteilung, sodass er 1917 Erzherzog Hubert Salvator und Alois Musil auf deren Orientmission begleitete. Anschließend nahm er im Mai 1918 an den Friedensverhandlungen in Kiew (Abschluss des Brotfriedens) teil. Anschließend ging er erneut einer Beamtentätigkeit nach, unter anderem im Bundeskanzleramt in Wien, aber auch in Salzburg.

### Wirken als Schriftsteller
Alfred Rottauscher verfasste sowohl lyrische als auch prosaische und dramatische Werke, die teilweise satirisch angelegt sind. Zudem gab er die Memoiren seines Vaters und seines Onkels heraus. Gemeinsam mit Bernhard Paumgartner, dem er freundschaftlich verbunden war, fertigte er mehrere Übertragungen aus dem Mittelhochdeutschen an.

## Werke
- Versonnene Landschaft. 1914 (Gedichte)
- Das Kaiserreich Guyana. 1923 (Komödie)
- Sepp Höltzl aus den Alpen. 1924

Als Herausgeber:
- Als Venedig noch österreichisch war. Erinnerungen zweier Offiziere.1913
- Das Taghorn. Dichtungen und Melodien des bayrisch-österreichischen Minnesangs. 1922, gemeinsam mit Bernhard Paumgartner